# Alicia Medina
Alicia Elizabeth Medina Hoyos (Cajamarca, 1964) es una ingeniera agrónoma peruana dedicada a investigar una variedad del maíz morado (INIA 601), con propiedades y beneficios para la salud; por lo que fue reconocida con el premio SUMMUM-2019.
En el año 2011, el Instituto Nacional de Innovación Agraria (INIA) le otorgó el Diploma de Honor y Mérito por su aporte al avance de la Investigación Agropecuaria en el Perú.

## Biografía

### Primeros años y educación
Alicia Medina nació en el distrito de Cupisnique, en Trinidad, la capital de dicho distrito.Desde temprana edad ocupaba gran tiempo en la siembra y la cosecha en la chacra familiar, lo que le permitió adquirir conocimientos de lo relacionado con la agricultura.   El interés por el maíz morado surgió al observar que en la chacra, donde solían sembrarlo, las cosechas se echaban a perder por la presencia de gusanos u otras plagas.
Estudió en la Universidad Nacional de Cajamarca, graduándose como ingeniera agrónoma. A través del Programa de Maíz del INIA, se acercó al estudio del maíz, marcando así un hito en su desarrollo profesional y su posicionamiento como científica. Cursó una maestría en ciencias con mención en Planificación para el Desarrollo en la Universidad Nacional de Cajamarca.
En 2011 obtuvo una beca otorgada por la Agencia de Cooperación Internacional del Japón (JICA),lo que le permitió capacitarse en Japón y, posteriormente, trabajar en Cajamarca junto a un equipo japonés en el estudio de una de las variedades de maíz morado.

## Carrera
Desde enero de 1992, se desenvuelve como investigadora agraria y especialista en maíz para el Programa Nacional de Maíz en la Estación Experimental Agraria Baños del Inca-INIA. Ha liderado la investigación de las variedades de maíz amiláceos, incluyendo el maíz morado INIA 601.
En el 2022,  su trabajo se centró en identificar el origen filogenético del maíz morado en el Perú. El estudió determinó que el origen del cultivo proviene de múltiples variedades de América del Sur, y sugiere que el maíz morado es producto de la migración de las diferentes variedades y de las prácticas agricultoras durante la domesticación local en el Perú.

## Obras
En el año 2021, publicó un artículo científico en el que realiza una evaluación del rendimiento y describe las características morfológicas y químicas de las variedades del maíz morado (Zea mays L.) de la región Cajamarca. Ese mismo año, Medina colabora con el Centro Internacional de mejoramiento de maíz y trigo en México en una publicación que trata sobre la conservación y la diversidad del maíz latinoamericano, asi como su importancia como pilar de la seguridad nutricional y patrimonio cultural de la humanidad.
En el año 2022, se enfoca en la adaptación e identificación de cultivares de alto rendimiento y contenido de antocianina del los cultivo de maíz morado (Zea mays L.) de la zona altoandina de Perú y en un análisis filogenético del genoma de la variedad INIA 601 del mismo.

## Premios y reconocimientos
- 2020: Reconocimiento por el concurso nacional Ingeniera 2020 del Colegio de Ingenieros del Perú.[6][20]

- 2020: Distinción por sus aportes a la innovación agraria en Chile.[6][12]

- 2020: Premio Caral INIA 2020 por su proyecto “Adaptación y contenido de antocianina de seis cultivares de maíz morado (Zea mays L.) en la zona altoandina de Cajamarca.[20]

- 2021: Reconocimiento como “Personaje del Bicentenario” por el Gobierno Regional de Cajamarca, al ser considerada como la descubridora del supermaíz morado INIA-601.[21]